# Adina Porter
Pour les articles homonymes, voir Porter.
Adina Porter est une actrice américaine née le 13 mars 1971 à New York aux États-Unis.
Elle commence sa carrière sur la scène dans des productions Off-Broadway, remportant l'Obie Awards 1996 de la meilleure interprétation par une actrice pour la pièce Venus.
Elle est principalement connue, à la télévision, grâce aux différents rôles qu'elle incarne dans plusieurs séries télévisées dont : la série fantastique True Blood (2008-2014), la série dramatique The Newsroom (2012-2014), la série de science fiction post-apocalyptique The 100 (2014-2020), la série Outer Banks (2020) et dans plusieurs saisons de l'anthologie American Horror Story.

## Biographie

### Enfance et formation
Dès son plus jeune âge, elle s'intéresse au milieu du divertissement. Ses parents la soutiennent dans cette décision et lui font prendre des cours de danse et de théâtre.
L'un de ses premiers professeur de théâtre et comédie est l'actrice afro-américaine Butterfly McQueen.
Au lycée, Porter est encouragée à passer une audition pour la célèbre école Fame. Elle la passe et est acceptée. Elle continue d'étudier son métier et obtient le diplôme de l'université de Purchase (New York).
Elle est ensuite découverte par un agent.

### Carrière

#### Débuts au théâtre et rôles mineurs
Elle débute par le théâtre au niveau local, avant d'apparaître dans des productions Off-Broadway (The Debutante Ball, Jersey City, Girl Gone, Silence, Cunning, Exile, Dancing on Moonlight et Hurricane), ainsi que des campagnes publicitaires télévisuelles comme pour les marques GEICO et Domino.
Parallèlement, elle commence à jouer pour la télévision, notamment dans quelques épisodes de New York, police judiciaire et New York Undercover, ainsi qu'un rôle mineur dans le film dramatique indépendant Swoon en 1992 avec Craig Chester.
En 1996, elle remporte l'Obie Awards de la meilleure interprétation par une actrice grâce à sa performance saluée dans la pièce Venus,,. À la fin des années 1990, elle continue d'intervenir sur le petit écran et elle apparaît notamment, le temps d'un épisode, dans les séries Brooklyn South et Le Damné ainsi que le téléfilm Anatomie d'un top model, tiré d'une histoire vraie, réalisé par Michael Cristofer et avec Angelina Jolie comme tête d'affiche.
Au cinéma, elle peine à obtenir des rôles majeurs et figure brièvement dans le film d'action Le Pacificateur, avec George Clooney et Nicole Kidman et dans la comédie Sexe attitudes avec Jerry O'Connell, Sean Patrick Flanery et Amanda Peet.

#### True Bloodet seconds rôles

Logo original de la série télévisée True Blood.

En 2001, elle fait ses débuts sur la mythique scène de Broadway, avec la reprise de The Women par The Roundabout Theatre, un rôle qu'elle endosse jusqu'en début d'année 2002. Elle a également participé à plusieurs productions au New York Shakespeare Festival. Elle a également travaillé avec Uma Thurman, Roger Rees et Michael Emerson dans une adaptation du classique The Misanthrope. Il s'ensuit un rôle un peu plus important dans le film dramatique Fluffer avec Scott Gurney ainsi que la comédie romantique Pipe Dream avec Rebecca Gayheart et Mary-Louise Parker. Deux projets tièdement accueillis,.
De 2002 à 2003, elle décroche un son premier rôle récurrent, dans la série dramatique Mes plus belles années, incarnant la gouvernante Gwen Walker pendant quinze épisodes. En 2005, Porter seconde Vivica A. Fox dans la comédie indépendante The Salon mais ce projet est un échec.
Elle renverse la tendance avec sa participation au téléfilm dramatique Lackawanna Blues, accompagnée, entre autres, par Sharon Epatha Merkerson, Terrence Howard et Liev Schreiber. Produit par l'oscarisée Halle Berry, ce drame est plébiscité et se retrouve nommé et récompensé lors de cérémonies de remises de prix. Son interprétation est saluée et lui vaut une citation pour le Black Reel Awards de la meilleure actrice dans un second rôle.
Ce premier succès lui permet de multiplier les apparitions dans des séries installées et à succès, tels Jack et Bobby, Les Experts : Manhattan, Prison Break, FBI : Portés disparus, Dr House, New York, unité spéciale, entre 2005 et 2007.
En 2008, elle décroche un rôle récurrent dans la série télévisée dramatique et fantastique True Blood qui rencontre le succès. Elle incarne Lettie Mae Thornton, la mère du personnage Tara Thorton incarnée par l'actrice Rutina Wesley. Le show a gagné régulièrement de nouveaux téléspectateurs, a reçu un accueil globalement favorable par les critiques. La série et les acteurs ont également obtenu plusieurs récompenses, parmi lesquelles l'Emmy Award de la « meilleure distribution pour une série télévisée dramatique » en 2009 et le prix GLAAD Media de la « meilleure série dramatique » en 2011. 

#### Révélation parAHSet rôles réguliers

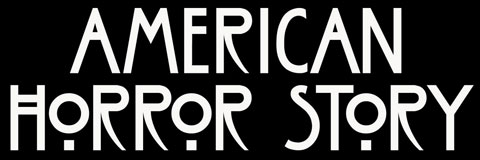
Logo original de la série télévisée American Horror Story.

Porter est nommée pour le Gold Derby Awards de la meilleure actrice invitée dans une série télévisée dramatique, en 2010. Une année ou elle intervient dans un épisode des séries Saving Grace, Hawthorne : Infirmière en chef, The Whole Truth ainsi qu'un petit rôle dans The Social Network.
En 2011, elle s'éloigne brièvement de True Blood mais reste dans la ligne de mire des téléspectateurs en intervenant dans Criminal Minds: Suspect Behavior, Private Practice, Suspect numéro un New York. Elle reste fidèle également au cinéma indépendant et rejoint le casting du drame Think Of Me avec Lauren Ambrose, Dylan Baker et Penelope Ann Miller.
Ensuite, elle joue dans deux épisodes de la série Ringer, qui marque le retour sur le devant de la scène de l'actrice Sarah Michelle Gellar, puis elle collabore avec Ryan Murphy pour un épisode de la saison 1 d'American Horror Story.
En 2012, elle joue les guest-stars dans un épisode de l'ultime saison de la série fantastique Vampire Diaries et dans un épisode de la série médicale Grey's Anatomy. C'est aussi l'année ou elle s'engage à jouer un rôle récurrent dans la série télévisée dramatique The Newsroom jusqu'en 2014, une année qui marque également l'arrêt de la série fantastique True Blood, dans laquelle l'actrice est intervenue, au total, dans une trentaine d'épisodes, après avoir été promue régulière, en 2013.
En 2014, Porter signe pour le rôle récurrent d'Indra dans la série post-apocalyptique Les 100 qui rencontre le succès auprès d'un jeune public. Elle participe aussi aux pilotes de deux séries, finalement rejetées par la chaîne ABC, Doubt (2013) et The Jury (2016).
En 2016, elle joue dans la première saison de la série dramatique qui séduit la critique, Underground, retrouvant pour l'occasion une ancienne partenaire de jeu de True Blood, Jurnee Smollett-Bell. Plus tard cette année là, Porter retrouve Ryan Murphy pour la saison 6 d'American Horror Story, cette fois ci dans un rôle plus important aux côtés d'Evan Peters, Sarah Paulson et Kathy Bates. Elle incarne Lee Harris, une victime d'un fait divers fantastique et horrifique, un personnage également incarné dans une version fictive, par l'actrice Angela Bassett. Son interprétation lui vaut des critiques positives et elle est citée pour le Saturn Award de la meilleure actrice de télévision dans un second rôle, en 2017.
Pour cette série d'anthologie dans laquelle la distribution est amenée à jouer différents rôles au fil des saisons, elle rempile alors pour la septième saison et incarne cette fois-ci Beverly Hope, une ambitieuse journaliste qui mène un double jeu. Son interprétation est une nouvelle fois saluée et lui permet de prétendre au Primetime Emmy Award de la meilleure actrice dans un second rôle dans une mini-série ou un téléfilm.
Entre-temps, elle s'invite dans quatre épisodes de la cinquième saison de la série dramatique Ray Donovan, portée par Liev Schreiber et joue dans la comédie dramatique The Last Word, sorti en 2017 au festival du film de Sundance avec Shirley MacLaine et Amanda Seyfried.
Porter revient avec une grande partie des acteurs emblématiques d'American Horror Story pour une huitième saison. Absente de la neuvième saison, elle fait cependant son retour dans la dixième. Durant cette période, elle apparaît dans les séries télévisées Outer Banks et The Morning Show. 

### Vie privée
Elle a été mariée deux fois. Elle et son deuxième époux Larry Earl Madison Jr. adoptent deux enfants, un garçon nommé Jack Porter Madison et une fille, Jourdan Madison. Son époux meurt d'une crise cardiaque, le 27 mai 2013, à l'âge de 55 ans.

## Filmographie

### Cinéma

#### Courts métrages
- 1993 : Geoffrey Beene 30 de Tom Kalin : femme
- 2003 : KidSmartz de Christopher Haifley : Lynne (documentaire)
- 2011 : The Changing Room de David Gordon : Sarah
- 2016 : Wig Shop de Kat Coiro : Tippy

#### Longs métrages
- 1992 : Swoon de Tom Kalin : sténographe
- 1997 : Le Pacificateur de Mimi Leder : policière de NYPD
- 1999 : Sexe attitudes de Michael Cristofer : inspecteur Thompson
- 2001 : Fluffer de Richard Glatzer et Wash Westmoreland : Silver
- 2002 : Pipe Dream de John Walsh : Lauren Gunther
- 2005 : The Salon de Mark Brown : épouse de Percy
- 2010 : The Social Network de David Fincher : associé de Gretchen (non-créditée)
- 2011 : Think of Me de Bryan Wizemann : Cheryl
- 2017 : The Last Word de Mark Pellington : Bree Wilson
- 2019 : Miss Virginia de R. J. Daniel Hanna : Annette Johnson

### Télévision

#### Téléfilms
- 1998 : Femme de rêve de Michael Cristofer : une fille du groupe de thérapie
- 2002 : Stage on Screen: The Women de Jay Sandrich : une infirmière / Euphie / Miss Myrtle / ...
- 2005 : Lackawanna Blues de George C. Wolfe : Ricky
- 2007 : Katrina d'Eli Steele : Mary
- 2009 : Vista Mar, hôpital militaire d'Andy Tennant : Celia

#### Séries télévisées
- 1990 - 1995 : New York, police judiciaire
  - la voisine (saison 1, épisode 11)
  - Sheryl Decker (saison 4, épisode 20)
  - Mary Byman (saison 6, épisode 3)
- 1994 : New York Undercover : Jasmine Hopkins (saison 1, épisode 2)
- 1997 : Brooklyn South : Angela Withers (saison 1, épisode 2)
- 1998 : Le Damné (Brimstone) : Rachel (saison 1, épisode 4)
- 1999 : Snoops (en) : Angela Jackson (saison 1, épisode 9)
- 2000 : City of Angels : Hazina (saison 2, épisode 9)
- 2000 : Any Day Now : Diane (saison 3, épisode 13)
- 2000 : Amy (Judging Amy) : rôle non communiqué (saison 2, épisode 5)
- 2000 : Washington Police (The District) : assistant d'Ella (saison 1, épisode 1)
- 2001 - 2003 : New York Police Blues (NYPD Blue) : Tisha (saison 8, épisode 17) / Ifeoma Okefor (saison 10, épisode 19)
- 2002 : Preuve à l'appui (Crossing Jordan) : Vicki Moran (saison 2, épisode 9)
- 2002 : Le Protecteur (The Guardian) : Assistant D. A. (saison 2, épisode 2)
- 2002 : La Vie avant tout (Strong Medicine) : Malia (saison 3, épisode 5)
- 2002 - 2003 : Mes plus belles années (American Dreams) : Gwen Walker (rôle récurrent - 15 épisodes)
- 2005 : Les Experts : Manhattan (CSI: NY) : Shannon Goodall (saison 1, épisode 21)
- 2005 : Jack et Bobby (Jack and Bobby) : rôle non communiqué (saison 1, épisode 19)
- 2005 : Urgences (Emergency Room) : Mme Hopkins (saison 11, épisode 17)
- 2005 : Prison Break : Leticia Barris (saison 1, épisode 2 et épisode 3)
- 2006 : Dr House (House) : Claudia (saison 3, épisode 21)
- 2006 : FBI : Portés disparus (Without a Trace) : Harriet Lewis (saison 5, épisode 9)
- 2007 : New York, unité spéciale (Law and Order: Special Victims Unit) : Janelle Odami (saison 9, épisode 8)
- 2007 - 2010 : Saving Grace : Tamara Cooley (saison 1, épisode 8 et saison 3, épisode 15)
- 2008 - 2014 : True Blood : Lettie Mae Thornton (rôle récurrent - 32 épisodes)
- 2009 : Cold Case : Affaires classées (Cold Case) : Laticia Myers (saison 7, épisode 3)
- 2009 : Les Experts (CSI: Crime Scene Investigation) : Denise Devine (saison 10, épisode 4)
- 2010 : The Whole Truth : Détective Sweeney (saison 1, épisode 8)
- 2010 : Hawthorne : Infirmière en chef (Hawthorne) : Nancy Breton (saison 2, épisode 5)
- 2011 : American Horror Story : Murder House : Sally Freeman (saison 1, épisode 3)
- 2011 : Prime Suspect : inspecteur Kendra Cannon (saison 1, épisode 11)
- 2011 : Private Practice : Stacy (saison 4, épisode 17)
- 2011 : Criminal Minds: Suspect Behavior : Jeanette Rawlins (saison 1, épisode 1)
- 2011 : Ringer : principale Caruso (saison 1, épisodes 6 et 12)
- 2012 : Vampire Diaries (The Vampire Diaries) : Nandi LaMarche (saison 4, épisode 8)
- 2012 : Glee : professeur d'histoire (saison 4, épisode 5)
- 2012 : The Finder : Mlle Estelle (saison 1, épisode 8)
- 2012 - 2014 : The Newsroom : Kendra James (rôle récurrent - 23 épisodes)
- 2013 : Doubt : Stacie McNeil (pilote non retenu)
- 2013 : Grey's Anatomy : Dr Ramsey (saison 9, épisode 2)
- 2014 - 2020 : Les 100 : Indra (rôle récurrent - 54 épisodes)
- 2016 : The Jury : Angela (pilote non retenu)
- 2016 : American Horror Story : Roanoke : Lee Harris (version réelle) (saison 6, rôle récurrent - 9 épisodes)
- 2016 : The Catch : L'agent du FBI Emily Clark (saison 1, épisode 10)
- 2016 - 2017 : Underground : Pearly Mae[22] (rôle récurrent - 7 épisodes)
- 2017 : American Horror Story : Cult : Beverly Hope (saison 7, rôle récurrent - 11 épisodes)
- 2017 : Ray Donovan : Vicky (saison 5, épisodes 1, 2, 5 et 9)
- 2018 : American Horror Story : Apocalypse : Dinah Stevens (saison 8, rôle principal - 7 épisodes)
- 2019 : The Morning Show : Sarah Graveler (saison 1, 3 épisodes)
- 2020 : Outer Banks : la shérif Peterkin (saison 1, 8 épisodes)
- 2021 :  American Horror Story : Double Feature : chef Burelson (saison 10 - première partie, rôle principal - 3 épisodes)
- 2025 : Smoke

## Voix francophones
En France, Adina Porter est régulièrement doublée par Maïk Darah.

## Distinctions
Sauf indication contraire ou complémentaire, les informations mentionnées dans cette section proviennent de la base de données IMDb.

### Récompenses
- Obie Awards 1996 : Prix Obie de la meilleure interprétation par une actrice pour Venus[1]

### Nominations
- Black Reel Awards 2006 : Meilleure actrice dans un second rôle à la télévision pour Lackwanna Blues
- Gold Derby Awards 2010 : Meilleure actrice invitée dans une série télévisée dramatique pour True Blood
- 43e cérémonie des Saturn Awards 2017 : meilleure actrice de télévision dans un second rôle pour American Horror Story: Roanoke
- 70e cérémonie des Primetime Emmy Awards 2018 : meilleure actrice dans un second rôle dans une mini-série ou un téléfilm pour American Horror Story: Cult
- 44e cérémonie des Saturn Awards 2018 : meilleure actrice de télévision dans un second rôle pour American Horror Story: Cult